# Kanton La Courneuve
Der Kanton La Courneuve ist seit 1967 ein französischer Wahlkreis in den Arrondissements Le Raincy und Saint-Denis, im Département Seine-Saint-Denis und in der Region Île-de-France; sein Hauptort ist La Courneuve.

## Gemeinden
Der Kanton besteht aus drei Gemeinden mit insgesamt 73.861 Einwohnern (Stand: 1. Januar 2022) auf einer Gesamtfläche von 13,49 km²:
| Gemeinde            | Einwohner 1. Januar 2022 | Fläche km² | Dichte Einw./km² | Code INSEE | Postleitzahl | Arrondissement |
| ------------------- | ------------------------ | ---------- | ---------------- | ---------- | ------------ | -------------- |
| Le Bourget          | 15.052                   | 2,08       | 7.237            | 93013      | 93350        | Le Raincy      |
| La Courneuve        | 47.086                   | 7,52       | 6.261            | 93027      | 93120        | Saint-Denis    |
| Dugny               | 11.723                   | 3,89       | 3.014            | 93030      | 93440        | Le Raincy      |
| Kanton La Courneuve | 73.861                   | 13,49      | 5.475            | 9307       | –            | –              |

Bis zur Neuordnung bestand der Kanton La Courneuve aus der Gemeinde La Courneuve. Sein Zuschnitt entsprach einer Fläche von 7,52 km2.

## Bevölkerungsentwicklung
| 1962   | 1968   | 1975   | 1982   | 1990   | 1999   | 2006   |
| ------ | ------ | ------ | ------ | ------ | ------ | ------ |
| 25 792 | 43 318 | 37 958 | 33 537 | 34 139 | 35 310 | 37 034 |